# Gaufridus Malaterra
Gaufridus Malaterra (Hertogdom Normandië, circa 1030-1040 – Grootgraafschap Sicilië, circa 1100) was een benedictijner monnik en kroniekschrijver in het middeleeuwse Italië. Hij was de hofschrijver die schreef in opdracht van de Normandische vorst Rogier I van Sicilië, graaf van Calabrië en Sicilië, vanaf 1096 grootgraaf van Sicilië.

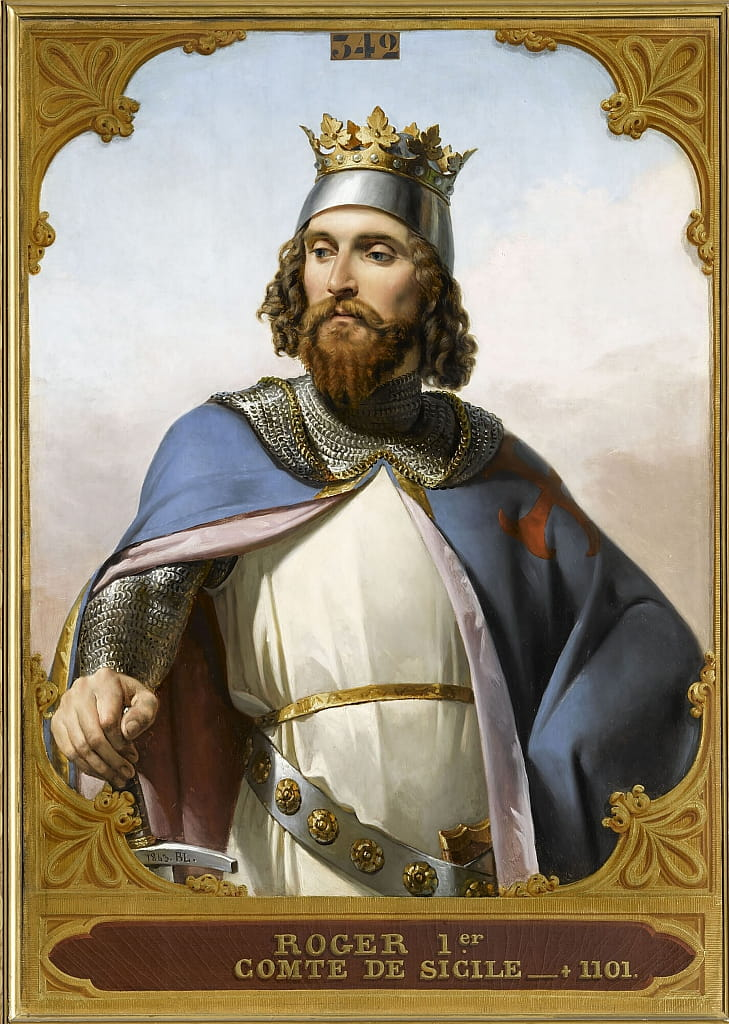
Rogier I, graaf van Sicilië, belastte Malaterra met het schrijven van een kroniek

Malaterra verheerlijkte de Normandische verovering van Zuid-Italië, en vooral de veroveringen door Rogier I, die hij omschreef als een man Deo Dedicatus of Toegewijd aan God. De veroveringen op de Byzantijnen op het Zuid-Italiaanse vasteland en op de Saracenen in het emiraat Sicilië waren voor hem de uitvoering van een goddelijk plan. Dit gebeurde ook tot glorie van het pausdom. Twee andere kroniekschrijvers over de Normandische verovering van Zuid-Italië waren de benedictijner monnik Amatus van Montecassino (11e eeuw) en Willem van Apulië (11e-12e eeuw). Malaterra was de enige van de drie die aan de Saracenen kannibalisme toeschreef.

## Namen
- Geoffroi Malaterra, zijn Frans-Normandische naam
- Goffredo Malaterra, zijn naam in het Italiaans
- Gaufridus Malaterra, zijn naam in het Latijn die hij in zijn geschriften gebruikte.[3]
- Galfredus a Malaterra of Galfredus e Normandia, Latijnse varianten.[4]

Over de bijnaam Malaterra schreef hij dat hij deze van voorgangers in het klooster had overgenomen.

## Levensloop
Malaterra werd geboren in het hertogdom Normandië, in het koninkrijk Frankrijk, in de eerste helft van de 11e eeuw. Hijzelf schreef dat hij voor zijn intrede in het klooster een druk werelds leven leed. Volgens eerdere geschiedschrijvers trad hij in in de benedictijnerabdij van Saint-Evroult-Notre-Dame-du-Bois in Normandië. Aangezien Normandische bronnen dit niet beschrijven en Italiaanse bronnen wel, is deze theorie verlaten. Feit is wel dat monnik Malaterra meereisde met Rogier I van Sicilië van Normandië naar Apulië. Dit was met een groep Normandische edelen, van wie velen familie waren van het Huis Hauteville waartoe Rogier I behoorde. Zij vervoegden de andere Normandiërs op het Zuid-Italiaanse vasteland. Daar was de broer van Rogier I, Robert Guiscard graaf en later hertog van Apulië. Malaterra verbleef er aan het hof. Op basis van ooggetuigen noteerde hij zijn relaas over de veroveringen in Calabrië en later in Sicilië.
Met het verjagen van de moslims zorgden de Normandiërs ervoor dat de Latijnse ritus ingevoerd werd in de christelijke kerken. Het herinvoeren van de Grieks-orthodoxe ritus, zoals de Byzantijnen bezaten voor het emiraat Sicilië, werd nauwelijks toegelaten. De invloed van de paus vermeerderde door Roomse bisschoppen te installeren met een Latijnse ritus. De Normandiërs richtten extra bisdommen op zoals Mazara, Syracuse, Catania en Agrigento. Na het jaar 1091, het jaar dat heel Sicilië onder Normandisch bestuur kwam, verhuisde Malaterra van Calabrië naar Sicilië. Hij had onderdak bij de bisschop van Catania Ansgerius, die tevoren abt van Sant’Eufemia was, een benedictijner abdij in Calabrië. Ansgerius was de eerste Latijnse bisschop van Catania en tevens abt van de nieuwe benedictijnenabdij aldaar.

## De rebus gestis Rogerii …

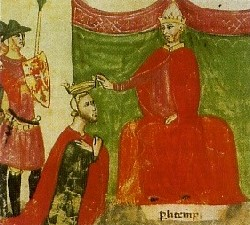
Paus Nicolaas II beleent Robert Guiscard met het hertogdom Apulië, Calabrië en (nog te veroveren) Sicilië (1059)

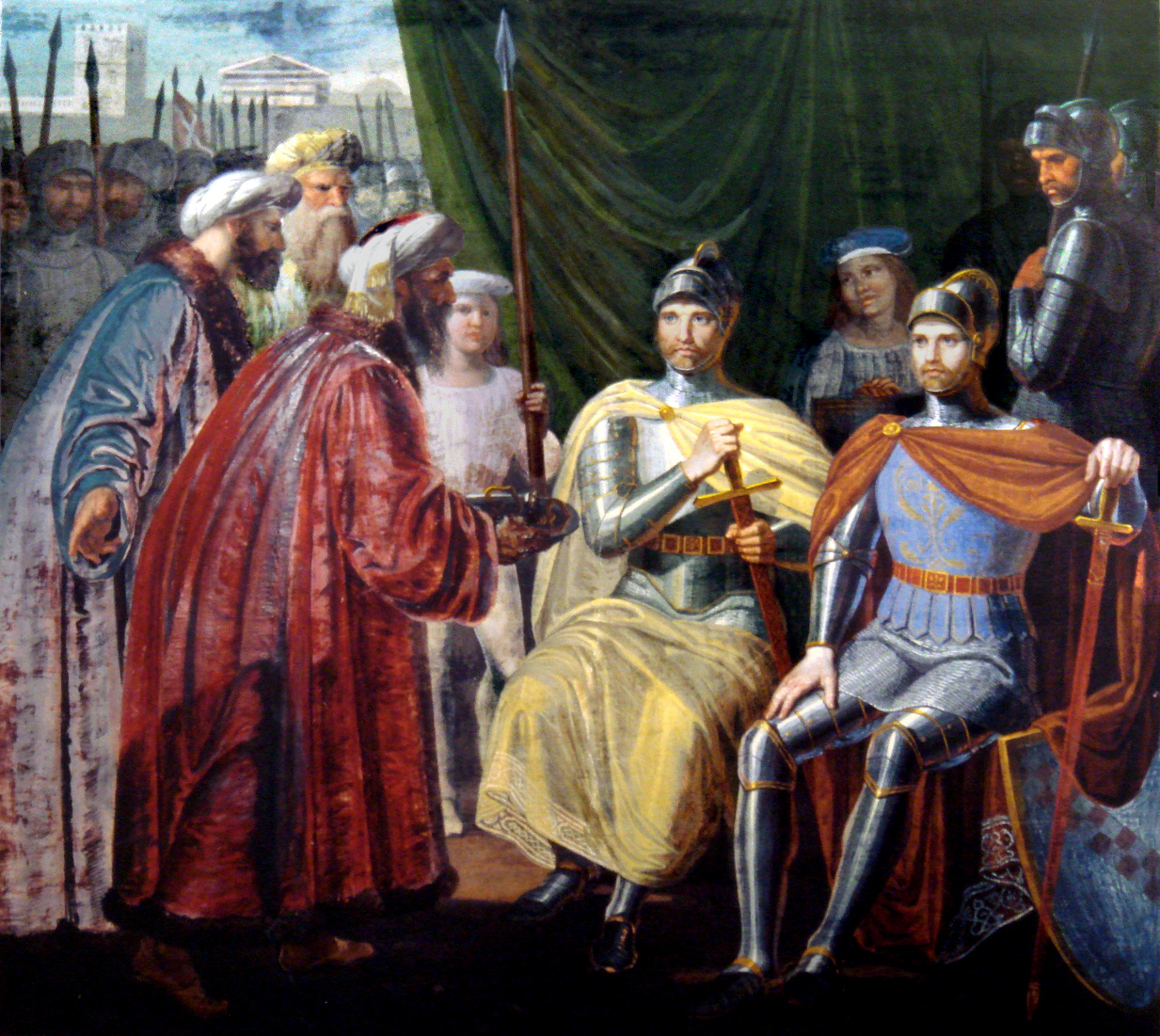
Rogier I ontvangt de sleutels van Palermo (1072)

### Vier boekdelen
De volledige titel van zijn kroniek is De rebus gestis Rogerii Calabriae et Siciliae comitis et Roberti Guiscardi ducis fratris eius. Dit betekent over Over de werken van Rogier I, graaf van Calabrië en Sicilië en van hertog Robert Guiscard, zijn broer. Dit boek is te situeren eind 11e eeuw. Hij wijdde het toe aan Angerius de abt-bisschop van Catania. Dit werk is in het Latijn geschreven. Het boek bestaat uit vier delen.
- Het eerste deel is een ode aan de Normandische beschaving, hun christelijk karakter en hun militaire slagkracht. Rollo was hun eerste leider. De Normandische deugden worden het best belichaamd door Tancred van Hauteville en zijn zonen die uitzwermden naar Zuid-Italië. Dit gebeurde communi consilio of na gezamenlijk besluit genomen binnen het Huis Hauteville. Hij beschreef hoe in de Slag bij Civitate (1053) de Normandiërs paus Leo IX gevangen namen, ondanks diens Zwabische en Lotharingse troepenmacht. Paus Leo IX was de eerste paus die de Normandische veroveringen in Zuid-Italië erkende. Het was het begin van pauselijke steun en inhuldiging van hun bestuur. Malaterra beschreef de rivaliteit tussen de verschillende zonen van Tancred van Hauteville. Dat paus Nicolaas II met de Synode van Melfi (1059) Richard van Capua en Robert Guiscard in Apulië en Calabrië tot zijn leenmannen uitriep (in ruil voor jaarlijkse rente aan Rome) vermeldde Malaterra niet. De paus riep Robert Guiscard eveneens uit tot graaf van Sicilië, maar Robert Guiscard moest dit wel eerst nog veroveren op de Saracenen. Malaterra’s sympathie ging uit naar die andere broer: Rogier I van Sicilië, de opdrachtgever van het boek en die niet bij paus Nicolaas II langsgegaan was.
- In het tweede boek maakte Malaterra van de verovering van Sicilië een epos. In 1061 begon de veldtocht. Rogier I van Sicilië en zijn mannen staken vanuit Calabrië de straat van Messina over. Belegeringen en veroveringen van steden werden door hem beschreven, zoals onder meer de Slag bij Cerami. Soms vergiste Malaterra zich in de chronologie. Dit kwam door een verkeerde opeenvolging van zijn getuigenverslagen. In 1072 viel de hoofdstad Palermo in  handen van de Normandiërs. Het tweede deel sluit af met de laffe dood op Rogier’s I neef, Serlo II van Hauteville. Malaterra beschreef hoe de Saracenen zijn hart uitrukten en opaten. Rogier I was de feitelijke heerser over Sicilië, niettegenstaande paus Nicolaas II diens broer Robert Guiscard met Sicilië had beleend.
- Het derde deel beschrijft de rivaliteit tussen de broers Robert Guiscard en Rogier I van Sicilië. Malaterra beweerde dat de interesse van Robert Guiscard niet in Sicilië lag maar in de verovering van Byzantium. Deze borg de plannen in het oosten op om paus Gregorius VII ter hulp te komen tegen de opdringere keizer Hendrik IV. Malaterra beschreef verder Robert Guiscard’s dood in Kefalonia, Griekenland, alsook de grootse begrafenis nadien. De enige echte Normandische heerser die overbleef was Rogier I van Sicilië.
- In het vierde deel haalde Malaterra de laatste cruciale veroveringen in Sicilië aan: Syracuse (1086), Agrigento, Enno en Noto (1091). Rogier I concentreerde zich op Sicilië als nieuw uitgeroepen grootgraaf van Sicilië; dit gebeurde nadat zijn broers hem het graafschap Sicilië toekenden. Zijn territoria op het Zuid-Italiaanse vasteland gingen dan over naar familieleden van hem. Voor de paus waren Rogier I en diens opvolger Rogier II de pauselijke vicarius in Sicilië.

### Nadien
Met deze vier boekdelen was Malaterra ervan overtuigd dat de dynastie van het Huis Hauteville in de nakomelingen van Rogier I van Sicilië de wettige heersers in Sicilië leverde. Door het verjagen van de moslims was de Latijnse ritus ingevoerd en was niet de Orthodoxie uit Byzantium hersteld.
In de loop van de Middeleeuwen kende het manuscript van Malaterra een zekere verspreiding, doch niet buiten Italië. Het werd pas in 1358 bekend toen frater Simone da Lentini het herschreef.
Het werk werd voor de eerste maal gedrukt in 1578 in Zaragoza, in het koninkrijk Aragon dat Sicilië bestuurde. Girolama Zurita was de uitgever. Het manuscript waarop Zurita zich baseerde moet in de 14e eeuw van Sicilië naar het Escorial in Madrid overgebracht zijn. Dit manuscript is onvindbaar.